# رانندگان فرمول یک اهل بلژیک

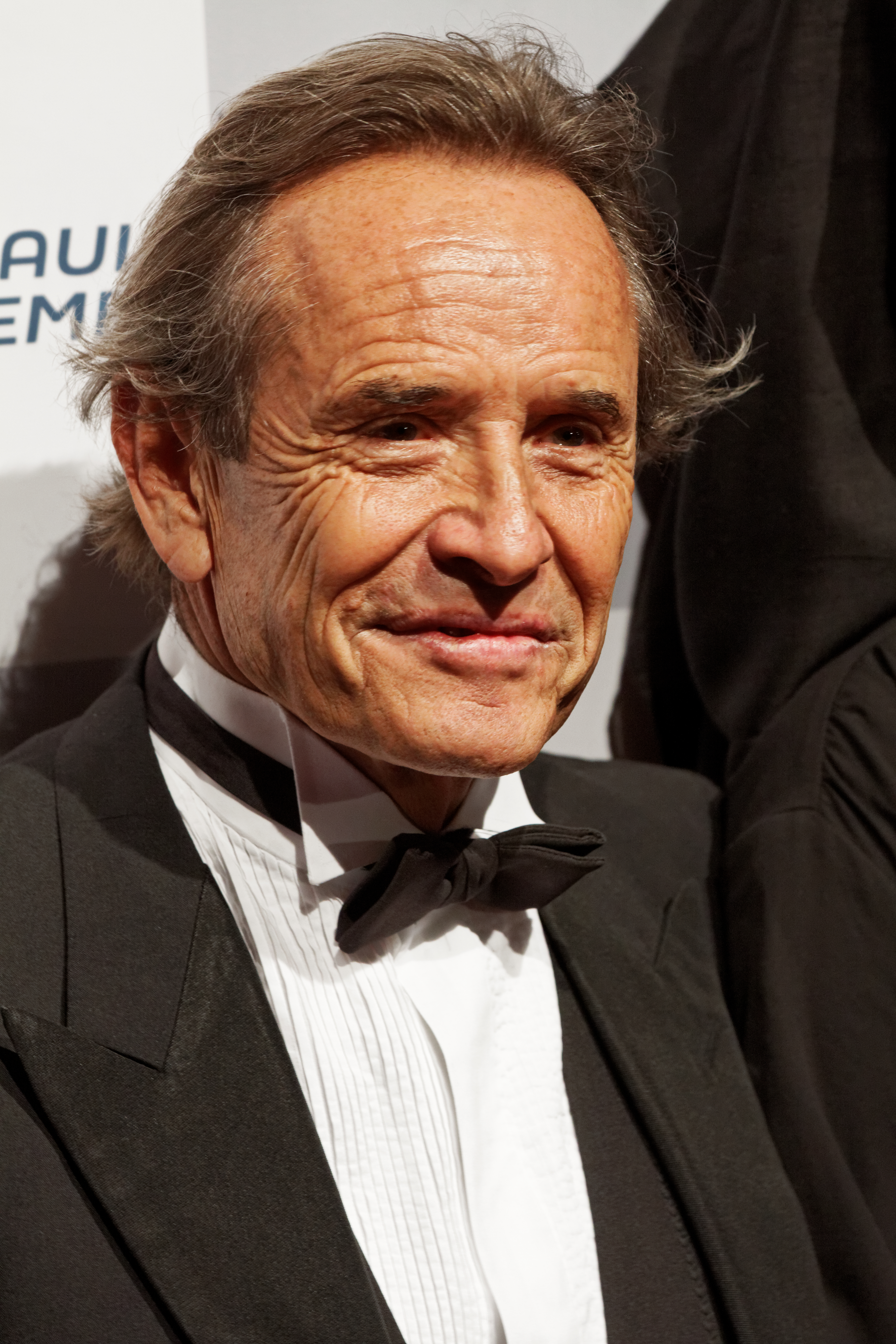
ژاکی ایکس، موفق‌ترین رانندهٔ بلژیکی مسابقات فرمول یک، و نخستین رانندهٔ بلژیکی که موفق به کسب پیروزی در یک گراند پری شد

تاکنون ۲۴ رانندهٔ فرمول یک اهل بلژیک در مسابقات جهانی فرمول یک شرکت کرده‌اند، که از میان آن‌ها، ژاکی ایکس و تیری بوتسن موفق‌ترین رانندگان بوده و تنها بلژیکی‌هایی بودند که موفق به کسب پیروزی در مسابقات شدند. آخرین رانندهٔ بلژیکی که اخیراً در مسابقات حضور داشته، اشتوفل واندورن است که برای فصل ۲۰۱۷ به‌عنوان رانندهٔ تمام‌وقت تیم مک‌لارن-هوندا منصوب شد، اما برای فصل ۲۰۱۹ با لاندو نوریس جایگزین شد.

## رانندگان سابق
در سال‌های اولیهٔ برگزاری مسابقات فرمول یک، بلژیک حضور پررنگی در رقابت‌ها داشت و در فصل ۱۹۵۳ حداقل هفت رانندهٔ بلژیکی در هریک از مسابقات قهرمانی حضور داشتند. نخستین پیروزی کسب‌شده توسط یک رانندهٔ بلژیکی در فصل ۱۹۶۸ و توسط ژاکی ایکس در جایزه بزرگ فرانسه بدست آمد. ایکس پس از آن در هشت مسابقهٔ دیگر پیروز شد، ۲۵ بار بر روی سکو رفت و در فصل‌های ۱۹۶۹ و ۱۹۷۰ جایگاه دوم را در رده‌بندی قهرمانی رانندگان کسب کرد. تنها رانندهٔ بلژیکی دیگر که موفق به کسب پیروزی در یک گراند پری شد، تیری بوتسن بود که در طول همکاری دو سالهٔ خود با تیم ویلیامز-رنو در فصل‌های ۱۹۸۹ و ۱۹۹۰ مجموعاً سه پیروزی کسب کرد و ۱۵ بار نیز بر روی سکو رفت.
در کنار ایکس و بوتسن، تنها راننده‌های بلژیکی که توانستند در مسابقات بر روی سکو بروند، اولیویه جاندبین که دو بار بر روی سکو رفت، و لوسین بیانچی، پل فره و ویلی مایرس بودند که هریک موفق شدند یک بار جایگاهی را بر روی سکوی پایان مسابقه از آن خود کنند.
برتراند گچات که در لوکزامبورگ از والدینی فرانسوی-آلمانی متولد شد، اهل فرانسه بود، اما تا سال ۱۹۹۱ با سوپر لایسنس بلژیکی در مسابقات شرکت کرد. ملیت او از فصل ۱۹۹۲ به‌بعد به فرانسوی تغییر یافت.

## جدول زمانی

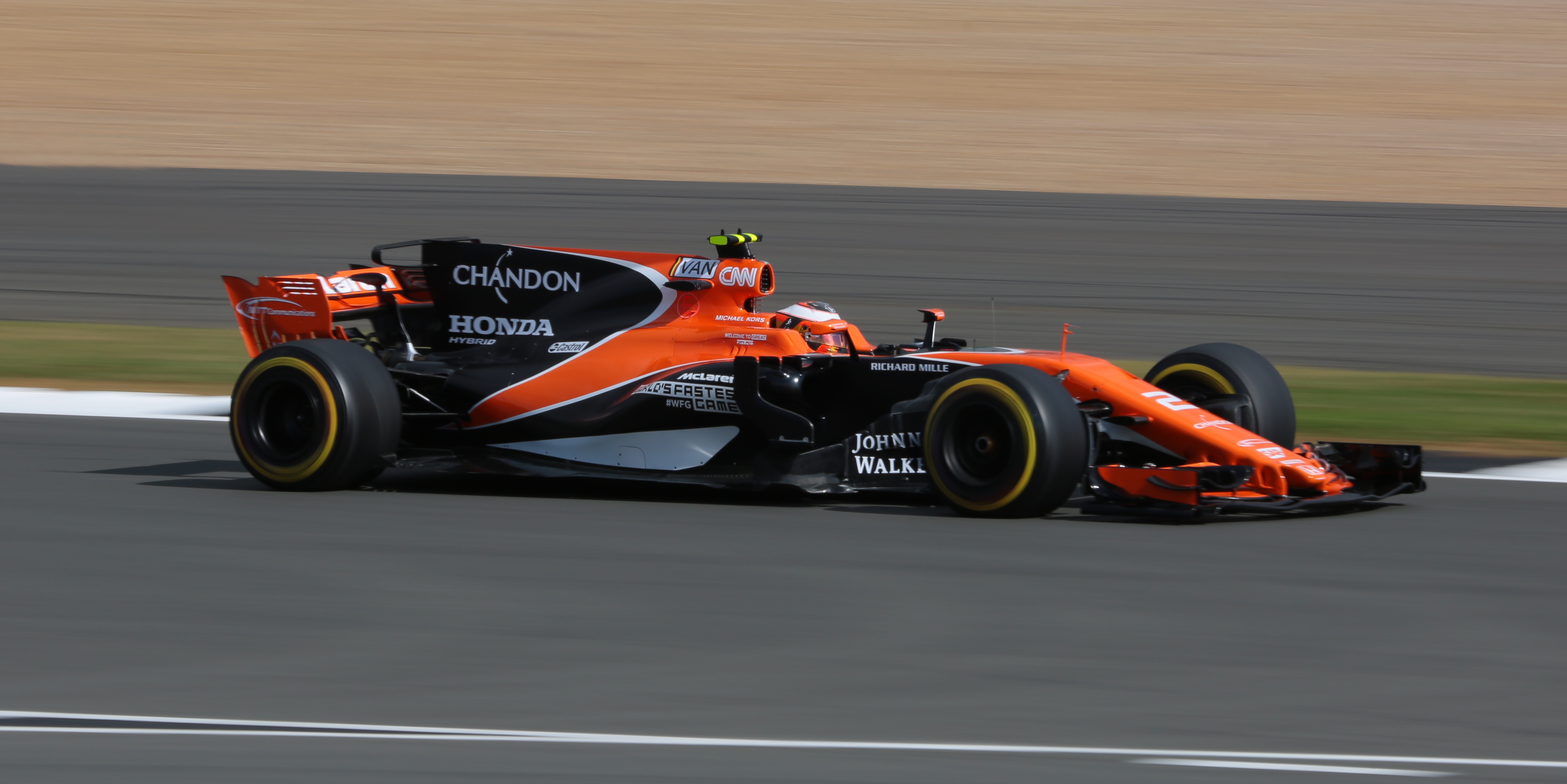
اشتوفل واندورن در حال رانندگی برای تیم مک‌لارن در جایزه بزرگ بریتانیا ۲۰۱۷

| راننده           | سال‌های فعالیت                          | قهرمانی | پیروزی | سکو | پول پوزیشن | امتیاز | سریع‌ترین دور | ورودی | شروع |
| ---------------- | -------------------------------------- | ------- | ------ | --- | ---------- | ------ | ------------ | ----- | ---- |
| ژاکی ایکس        | ۱۹۶۶–۱۹۷۹                              | ۰       | ۸      | ۲۵  | ۱۳         | ۱۸۱    | ۱۴           | ۱۲۲   | ۱۱۶  |
| تیری بوتسن       | ۱۹۸۳–۱۹۹۳                              | ۰       | ۳      | ۱۵  | ۱          | ۱۳۲    | ۱            | ۱۶۴   | ۱۶۳  |
| اولیویه جاندبین  | ۱۹۵۵–۱۹۵۶، ۱۹۵۸–۱۹۶۱                   | ۰       | ۰      | ۲   | ۰          | ۱۸     | ۰            | ۱۵    | ۱۴   |
| پل فره           | ۱۹۵۲–۱۹۵۶                              | ۰       | ۰      | ۱   | ۰          | ۱۱     | ۰            | ۱۱    | ۱۱   |
| ویلی مایرس       | ۱۹۶۰–۱۹۶۳، ۱۹۶۵                        | ۰       | ۰      | ۱   | ۰          | ۷      | ۰            | ۱۳    | ۱۲   |
| لوسین بیانچی     | ۱۹۵۹–۱۹۶۳، ۱۹۶۵، ۱۹۶۸                  | ۰       | ۰      | ۱   | ۰          | ۶      | ۰            | ۱۹    | ۱۷   |
| اشتوفل واندورن   | ۲۰۱۶–۲۰۱۸                              | ۰       | ۰      | ۰   | ۰          | ۲۶     | ۰            | ۴۲    | ۴۱   |
| برتراند گچات ۱   | ۱۹۸۹–۱۹۹۱                              | ۰       | ۰      | ۰   | ۰          | ۴      | ۱            | ۴۱    | ۱۵   |
| آندره پیلت       | ۱۹۵۱، ۱۹۵۳–۱۹۵۴، ۱۹۵۶، ۱۹۶۱، ۱۹۶۳–۱۹۶۴ | ۰       | ۰      | ۰   | ۰          | ۲      | ۰            | ۱۴    | ۹    |
| اریک فون د پوله  | ۱۹۹۱–۱۹۹۲                              | ۰       | ۰      | ۰   | ۰          | ۰      | ۰            | ۲۹    | ۵    |
| جانی کلاس        | ۱۹۵۰–۱۹۵۳، ۱۹۵۵                        | ۰       | ۰      | ۰   | ۰          | ۰      | ۰            | ۲۵    | ۲۳   |
| جروم دامبروزیو   | ۲۰۱۱–۲۰۱۲                              | ۰       | ۰      | ۰   | ۰          | ۰      | ۰            | ۲۰    | ۲۰   |
| پاتریک نیو       | ۱۹۷۶–۱۹۷۸                              | ۰       | ۰      | ۰   | ۰          | ۰      | ۰            | ۱۴    | ۱۰   |
| ژاک سواترز       | ۱۹۵۱، ۱۹۵۳–۱۹۵۴                        | ۰       | ۰      | ۰   | ۰          | ۰      | ۰            | ۸     | ۷    |
| شارل دی تورناکو  | ۱۹۵۲–۱۹۵۳                              | ۰       | ۰      | ۰   | ۰          | ۰      | ۰            | ۴     | ۲    |
| تدی پیلت         | ۱۹۷۴، ۱۹۷۷                             | ۰       | ۰      | ۰   | ۰          | ۰      | ۰            | ۴     | ۱    |
| فیلیپ آدامز      | ۱۹۹۴                                   | ۰       | ۰      | ۰   | ۰          | ۰      | ۰            | ۲     | ۲    |
| جورجس برگر       | ۱۹۵۳–۱۹۵۴                              | ۰       | ۰      | ۰   | ۰          | ۰      | ۰            | ۲     | ۲    |
| راجر لاران       | ۱۹۵۲                                   | ۰       | ۰      | ۰   | ۰          | ۰      | ۰            | ۲     | ۲    |
| آرتور لگات       | ۱۹۵۲–۱۹۵۳                              | ۰       | ۰      | ۰   | ۰          | ۰      | ۰            | ۲     | ۲    |
| برنارد دو درایور | ۱۹۷۷–۱۹۷۸                              | ۰       | ۰      | ۰   | ۰          | ۰      | ۰            | ۲     | ۰    |
| آندره میلهو      | ۱۹۵۶                                   | ۰       | ۰      | ۰   | ۰          | ۰      | ۰            | ۱     | ۱    |
| کریستیان گوتالس  | ۱۹۵۸                                   | ۰       | ۰      | ۰   | ۰          | ۰      | ۰            | ۱     | ۱    |
| چارلز فون آکر    | ۱۹۵۰                                   | ۰       | ۰      | ۰   | ۰          | ۰      | ۰            | ۱     | ۰    |
| آلن دو شانگی     | ۱۹۵۹                                   | ۰       | ۰      | ۰   | ۰          | ۰      | ۰            | ۱     | ۰    |
| منبع:            |                                        |         |        |     |            |        |              |       |      |